# عروس (روستا)
 عروس  به عربی ( الَعرُوس )، روستایی است در دهستان 
بَنی مطر  از توابع استان   استان صَنعاء   در کشور یمن در شبه جزیره عربستان.

## جمعیت
جمعیت آن (۹۰ ) نفر (۱۱ خانوار) می‌باشد.